# Сан Мартино деј Коли (Перуђа)
Сан Мартино деј Коли је насеље у Италији у округу Перуђа, региону Умбрија.
Према процени из 2011. у насељу је живело 40 становника. Насеље се налази на надморској висини од 330 м.